# Космос-1993
Космос-1993 је један од преко 2400 совјетских вјештачких сателита лансираних у оквиру програма Космос.
Космос-1993 је лансиран са космодрома Тјуратам, Бајконур, СССР, 28. јануара 1989. Ракета-носач Сојуз је поставила сателит у орбиту око планете Земље. Маса сателита при лансирању је износила 6600 килограма. Космос-1993 је био осматрачки сателит.